# الكتشوشة

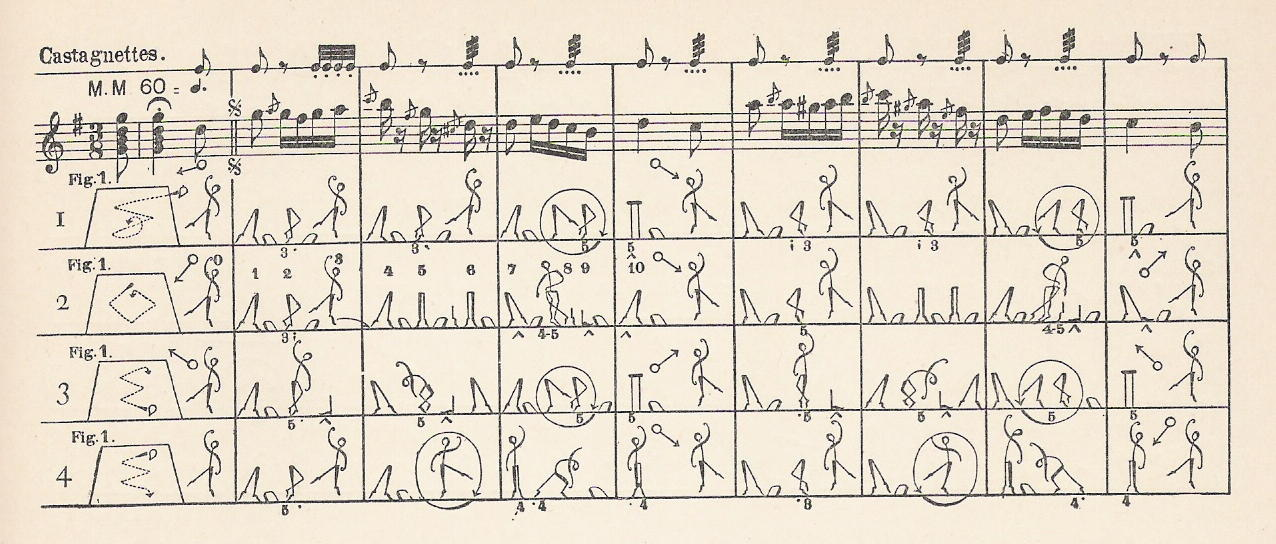

الكَتْشُوشَة هي رقصة فردية إسبانية على غرار البُلَيرو. تُرقص الكتشوشة على أغنية أندلسية وطنية بمرافقة الصنج.